# Autiosaari (ö i Lappland, Östra Lappland, lat 66,28, long 28,12)
Autiosaari är en ö i Finland. Den ligger i sjön Ala-Suolijärvi och Oivanjärvi och i kommunen Posio i den ekonomiska regionen  Östra Lapplands ekonomiska region  och landskapet Lappland, i den norra delen av landet, 700 km norr om huvudstaden Helsingfors. Öns area är 30,3 hektar och dess största längd är 1,2 kilometer i öst-västlig riktning.